# 维利亚姆·卡托尼韦雷
拉圖维利亚姆·迈瓦利利·卡托尼韦雷（斐濟語發音：[ɰiliame mɛiβalili katoniβere]；1964年4月20日—）是一名斐濟酋長和政治人物，2021年至2024年擔任斐濟總統。自2013年起，他也擔任馬蘇阿塔省酋長，接替他的兄長阿伊塞亚·卡托尼韦雷，並曾參與斐濟大海礁的保護行動。
卡托尼韦雷從2020年到2021年為松樹集團公司的主席，該公司包括斐濟松樹有限公司、Tropik木材工業有限公司和Tropik木製品有限公司。他也是斐濟機場、斐濟糖業股份和瑞瓦米業有限公司的董事會成員。